# سن‌لوئی (سنگال)

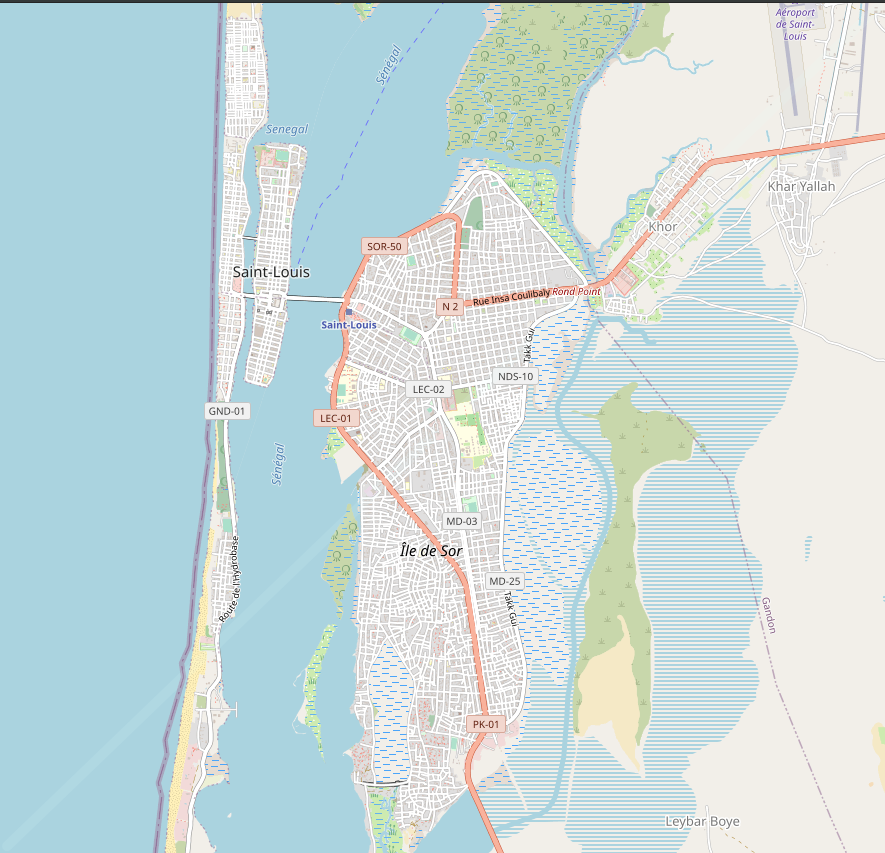
نقشه سن لوئی

سن لوئی شهری است ساحلی در شمال کشور آفریقایی سنگال که در مرز موریتانی واقع شده‌است. سن لوئی در محلی قرار دارد که رودخانه سنگال به اقیانوس اطلس می‌ریزد. شهر سن لوئی در سرشماری سال ۲۰۰۲ میلادی ۱۵۴ هزار و ۵۵۵ نفر جمعیت داشت.

## پیشینه
شهر سن لوئی در قدیم کانون مهمی برای راه‌های بازرگانی بود که از اقیانوس اطلس به صحرای بزرگ آفریقا و سودان می‌رفتند. بهره‌گیری از طلا، عاج، و بردگان سیاه، باعث شد تا این شهر برای استعمارگران فرانسوی اهمیت زیادی پیدا کند. از سال ۱۶۵۹ تا ۱۷۷۹ در این محل ۹ شرکت بازرگانی مستقر شد که معروف‌ترین آن‌ها شرکت کاپ‌ورت سنگال و شرکت هند غربی بودند. شهر سن لوئی در آن زمان ۱۰ هزار نفر جمعیت داشت. از سال ۱۸۲۲ تا ۱۸۲۷ بارون روژر در این شهر تجارتخانه‌ای به نام «مورل ات پروم« بنا کرد که تا مدت‌ها مهم‌ترین عمارت مستعمره به‌شمار می‌آمد. در سال ۱۸۲۷ سن لوئی به مرکز سیاسی کشور نیز تبدیل شد و دولت در آن استقرار یافت.
این شهر از ۱۶۷۳ تا ۱۹۰۲ پایتخت مستعمره فرانسوی سنگال به‌شمار می‌آمد و از ۱۸۹۵ تا ۱۹۰۲ پایتخت آفریقای غربی فرانسه شد. در سال ۱۹۰۲ پایتخت کشور به داکار منتقل شد. سن لوئی از سال ۱۹۲۰ تا ۱۹۷۵ هم‌چنین به عنوان مرکز مستعمره موریتانی به‌شمار می‌آمد.